# Boevange
Pour l’ancienne commune et localité situées dans le canton de Mersch, voir Boevange-sur-Attert.
Ne doit pas être confondu avec Beuvange.
Boevange (luxembourgeois : Béigen, allemand : Bögen) est une section de la commune luxembourgeoise de Wincrange située dans le canton de Clervaux.

## Histoire
Boevange était une commune jusqu’au 1er janvier 1978 quand elle fusionna avec d’autres communes pour former la nouvelle commune de Wincrange. Elle comprenait les villages de Boevange, Crendal, Deiffelt, Doennange, Hamiville, Lullange, Troine et Wincrange.